# جون بانيل بيوري
جون بانيل بيوري (بالإنجليزية: J. B. Bury)‏ (1861-1927) مؤرخ وكاتب ولغوي بريطاني ولد في ايرلندا بلده ومنبعه الاصلي عمل بيوري استاذا في جامعة كمبردج نشر خلالها نصوصا بيزنطية كما نشر كتاب إدوارد جيبون ((اضمحلال الإمبراطورية البريطانية وسقوطها)).توفى في عام 1927 في إيطاليا في مدينة روما.

## مؤلفاته
- تاريخ اليونان حتى الاسكندر الأكبر
- مؤرخو اليونان القديمة
- تاريخ حرية الفكر عرب إلى حرية الفكر تعريب محمد عبد العزيز أسحاق
- فكرة التقدم

## روابط خارجية
- جون بانيل بيوري على موقع الموسوعة البريطانية (الإنجليزية)